# Chloroctenis similis
Chloroctenis similis là một loài bướm đêm trong họ Geometridae.